# Supergun
Un Supergun est un dispositif électronique utilisé pour faire fonctionner des jeux d'arcade sur une télévision et qui ne nécessite pas l'utilisation d'une borne d'arcade.

## Description
Les jeux d'arcade sont normalement destinés à être utilisés dans une borne de conception universelle (JAMMA). Le supergun fournit cette interface universelle mais en bénéficiant d'une taille très réduite, ce qui permet de jouer aux jeux d'arcade sans posséder l'ensemble de la borne. Il est amputé de la totalité du meuble ainsi que du moniteur, et ne conserve que le système électrique et électronique. Le fonctionnement des superguns ressemble souvent à celui des consoles de jeu, ils se branchent sur un téléviseur ou un moniteur, nécessitent des manettes de jeu, et permettent de jouer à des systèmes d'arcade comme s'ils étaient de simples cartouches de jeu. Certains superguns sont construits sous la forme d'une grande boîte sur laquelle on retrouve deux joysticks d'arcade côte à côte ainsi que des boutons de jeu, ressemblant au panneau de contrôle d'une borne d'arcade typique.
Un supergun contient tous les composants électroniques dans d'une borne de jeu vidéo d'arcade standard inclus dans un petit boitier en plastique, ou en métal. La connectique est au format JAMMA et fournit habituellement au moins un signal de sortie RGB (le signal de sortie des jeux d'arcade), parfois par le biais d'un connecteur SCART (péritel). Du fait que la connexion SCART n'est pas commune à tous les téléviseurs du monde, le supergun propose également de convertir le signal RVB en vidéo composite NTSC, S-Vidéo ou Vidéo composant, à des degrés divers de qualité.
Bien qu'il soit généralement supposé qu'un supergun permette de jouer automatiquement tous les systèmes compatible JAMMA, de nombreux systèmes d'arcade proposent des fonctions supplémentaires non prises en charge par le format JAMMA. La plus commune est possibilité de brancher des câblages de boutons supplémentaires. Cela peut être fait à l'aide d'un jeu de fils supplémentaire qui se connecte directement sur le supergun vers le système d'arcade (il est appelé kick harness), ou par biais d'un câblage supplémentaires de boutons sur certaines broches non utilisées du connecteur JAMMA lui-même. Indépendamment de la méthode utilisée, ces connexions supplémentaires rentrent sous l'appellation générique JAMMA+. Le JAMMA ne prévoit que trois boutons par contrôleur, mais les jeux nécessitant le câblage de boutons supplémentaires étant devenus assez nombreux, les superguns intègrent et acceptent quasiment tous cette connectique supplémentaire.
De nombreux systèmes d'arcade qui ne disposent pas d'un connecteur compatible JAMMA peuvent quand-même être joués à l'aide d'adaptateurs qu'il est nécessaire de brancher entre l'interface JAMMA du supergun et système d'arcade lui-même.
Il existe de nombreux systèmes d'arcade qui fonctionnent sur le principe d'une carte mère qui accepte des jeux stockés dans des cartouches interchangeables. Par exemple, pour jouer à un jeu Neo-Geo SNK comme Samurai Shodown, il vous faudra d'abord connecter une carte mère Neo-Geo MVS au supergun (qui doit supporter quatre boutons, pour les jeux MVS standards), puis brancher la cartouche MVS dans la carte mère. Par exemple, Capcom et le CPS-2 fonctionne également sur le même principe.
Alternativement il est possible de créer un système d'arcade consolisé, en intégrant la totalité des composants (d'un supergun) directement dans le système d'arcade, plutôt que de faire un supergun universel pour plusieurs systèmes. Ce choix est très populaire pour les systèmes qui utilisent des cartouches de jeux interchangeables, tels que la Neo-Geo MVS et l'Atomiswave.

## Source
- (en) Cet article est partiellement ou en totalité issu de l’article de Wikipédia en anglais intitulé « SuperGun » (voir la liste des auteurs).

1. ↑  Edge n°3 p.70-75